# ALICE (эксперимент LHC)

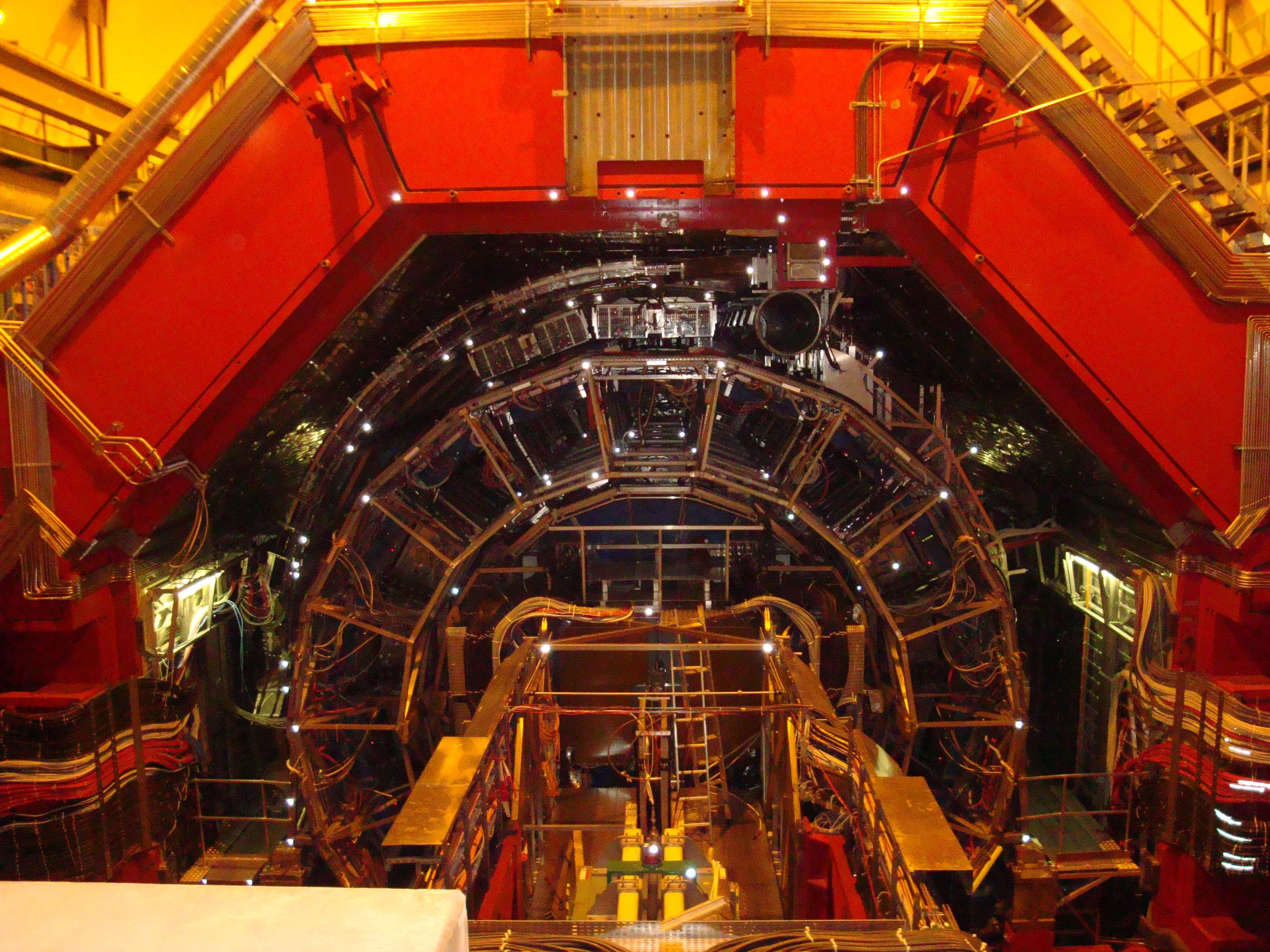
Завершённый детектор ALICE. Видны 18 модулей ДПИ (размещённые вокруг оси пучка трапециоидные призмы).

ALICE (A Large Ion Collider Experiment) — один из восьми экспериментальных детекторов, сооруженных на Большом адронном коллайдере в ЦЕРН. Другие семь: ATLAS, CMS, TOTEM, LHCb, LHCf , MoEDAL и FASER.

## Предисловие

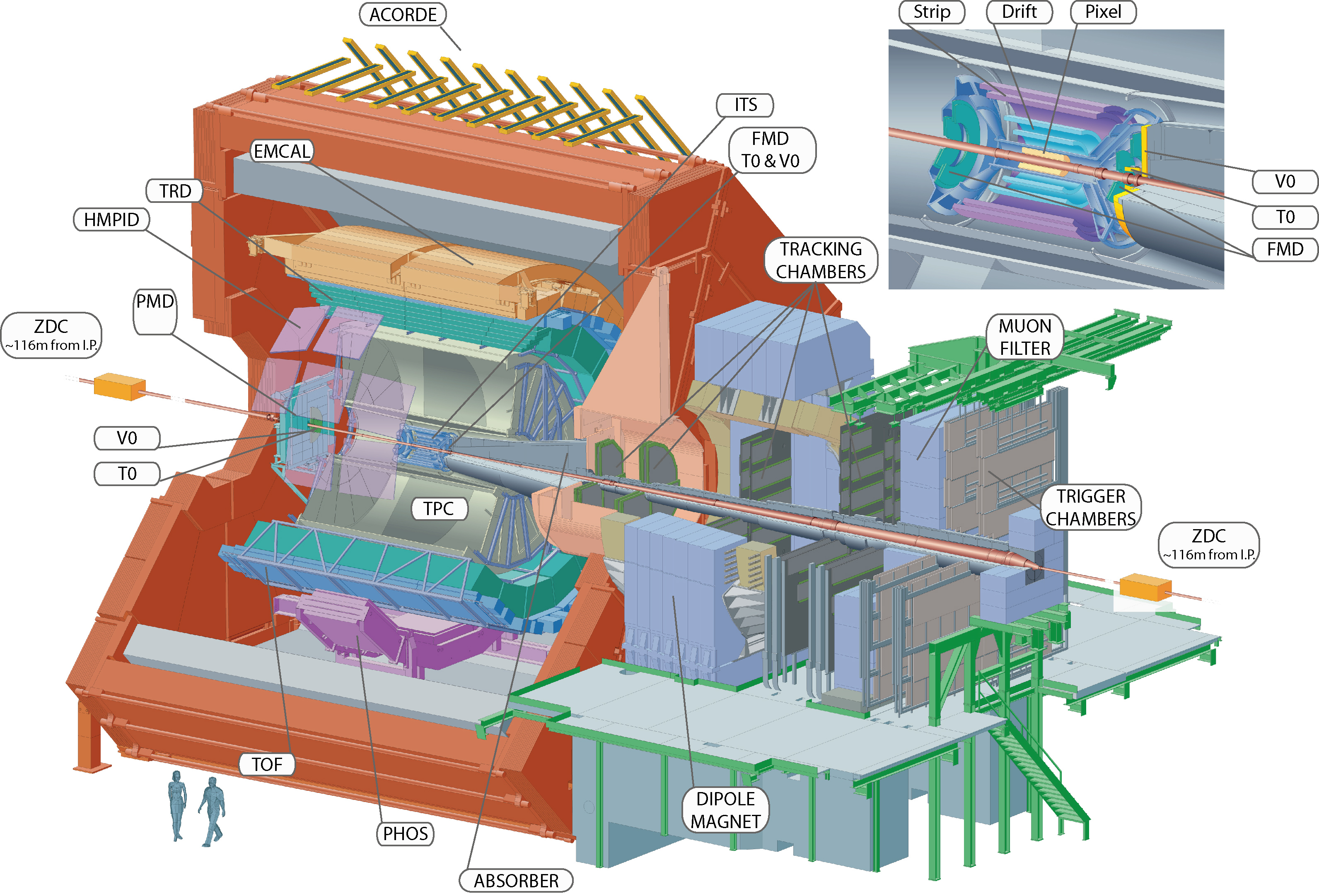
Компьютерное изображение сечения ALICE, где видны 18 модулей ДПИ.

Детектор ALICE оптимизирован для изучения столкновений тяжелых ионов с энергией в системе центра масс 2.76 ТэВ на ядерную пару. В результате соударения ожидаются плотность энергии и температуры, необходимые для образования кварк-глюонной плазмы — состояния материи, в котором кварки и глюоны находятся в свободном виде. Считается, что похожие условия существовали в первые доли секунды после Большого Взрыва, пока кварки и глюоны не связались вместе с формированием адронов и более тяжелых частиц.
ALICE фокусируется на физике сильно взаимодействующей материи при экстремально высокой плотности энергии. Существование кварк-глюонной плазмы и её свойств — это ключевой вопрос в квантовой хромодинамике, необходимый для объяснения конфайнмента и восстановления хиральной симметрии. Воссоздание этого изначального состояния материи и понимание того, как она эволюционирует, должно пролить свет на вопросы об организации материи, о механизмах, которые соединяют кварки и глюоны, о природе сильных взаимодействий, и о том, как в результате этих взаимодействий образуется бо́льшая часть массы обычного вещества.
Квантовая хромодинамика предсказывает, что при наличии достаточно высокой плотности энергии существует фаза перехода из обычной адронной материи, где кварки закрыты внутри ядерных частиц, в плазму из кварков и глюонов в состоянии деконфайнмента. Обратный процесс данного перехода имел место, когда возраст Вселенной составлял лишь 10−6 секунд. В настоящее время этот процесс может происходить в центрах коллапсирующих нейтронных звезд или других астрофизических объектов.

## История
Идея создания специального детектора БАК для тяжелых ионов впервые была озвучена на общем собрании "Навстречу экспериментальной программе БАК" в марте 1992 года. В соответствии с представленными идеями была организована коллаборация ALICE, и в 1993 году подано письмо о намерениях.
Первоначально в 1993 г. детектор предлагался в качестве центрального, но он был дополнен передовым мюонным спектрометром, разработанным в 1995 г. В 1997 г. комитет БАКа дал коллаборации "зеленый свет" на завершение проектирования и строительство.
Первые 10 лет прошли в проектировании и обширных научно-исследовательских и опытно-конструкторских работах. Как и для всех проектов БАК, с самого начала стало понятно, что сложные задачи, которые встали перед физикой тяжелых ионов, не соответствуют существующим технологиям ни по уровню, ни по стоимости. Существенные улучшения, а иногда и технологический прорыв, требовались для того, чтобы воплотить на практике то, о чем физики мечтали лишь на бумаге. Первоначально очень обширные и позднее более специализированные, хорошо организованные и финансово обеспеченные научно-исследовательские работы, проводившиеся большую часть 1990-х годов, привели ко многим эволюционным и революционным достижениям в детекторах, электронике и вычислениях.
Разработка специальной установки для работы с тяжелыми ионами началась в 90-х для использования её в БАК 15 лет спустя, и это поставило пугающие задачи. Детектор должен был быть многоцелевым — способным измерять большинство потенциально интересующих сигналов, даже если их значимость бы проявилась позже, — и гибким, предполагающим дополнения и модификации для нужд новых, параллельных направлений исследований. В отношении обеих целей ALICE справилась достаточно хорошо, поскольку включила в себя ряд функций, важность которых стала понятна лишь впоследствии. Разнообразные важные детекторные системы были добавлены, начиная с мюонного спектрометра в 1995 г., детектора переходного излучения в 1999 г., и большого калориметра, добавленного в 2007 г..
ALICE записала данные первого столкновения ядер свинца в БАК в 2010 г. Набор данных, полученный в период изучения соударений тяжелых ионов в 2010 г. и в 2011 г., а также протонов и свинца в 2013 г., обеспечил отличный базис для глубокого взгляда на физику КГП.
По состоянию на 2014 г. после более чем трех лет успешной работы, детектор ALICE претерпевал изменения в соответствии с программой консолидации и модернизации, во время длительного отключения [LS1] ускорительного комплекса ЦЕРН. Новый субдетектор, называемый двухструйным калориметром (DCAL), установлен, и все текущие 18 субдетекторов модернизированы. Также произошло обновление инфраструктуры ALICE, включая электрические и охладительные системы. Богатство опубликованных научных результатов и интенсивная программа модернизации привлекли множество институтов и ученых по всему миру. Сегодня в коллаборации состоит 1300 ученых из 110 институтов 36 стран мира.

## Столкновения тяжелых ионов в БАК
Поиск кварк-глюонной плазмы начался в ЦЕРН и в Брукхейвене с использования более легких ионов в 1980-х гг, это привело и к лучшему пониманию КХД. Сегодняшняя программа в этих лабораториях предполагает ультрарелятивистские соударения тяжелых ионов, и их ускорители достигают порога энергии, при котором должна существовать фаза перехода. БАК, с энергией в системе центра масс около 5.5 ТэВ/нуклон, достигает даже больших показателей энергии.
Во время лобовых столкновений ионов свинца в БАК, сотни протонов и нейтронов врезаются друг в друга при энергиях в несколько ТэВ. Ионы Pb ускоряются более чем на 99.9999% скорости света и их соударения в БАК в 100 раз более мощные, чем протонные — материя в точке взаимодействия разогревается до температуры почти в 100,000 раз больше, чем в ядре Солнца.
Когда ядра Pb соударяются, материя претерпевает переход, когда на короткий миг формируется капля из первоначальной материи, так называемой кварк-глюонной плазмы, которая, как считают ученые, наполнила Вселенную в первые микросекунды после Большого Взрыва.
Кварк-глюонная плазма формируется, когда протоны и нейтроны "расплавляются" на свои элементарные составляющие, и кварки и глюоны становятся асимптотически свободными. Капля КГП мгновенно остывает и отдельные кварки и глюоны (вместе называемые партонами) рекомбинируются в буре обычной материи, разлетающейся во всех направлениях. В осколках содержатся частицы, такие как пионы и каоны, которые состоят из кварка и антикварка; протоны и нейтроны из трех кварков; а также обильное кол-во антипротонов и антинейтронов, которые могут объединяться с образованием ядер антиатомов, по массе равных гелию. Много новых данных может быть получено при изучении распределения энергии в этих фрагментах.

### Первые Pb-Pb столкновения

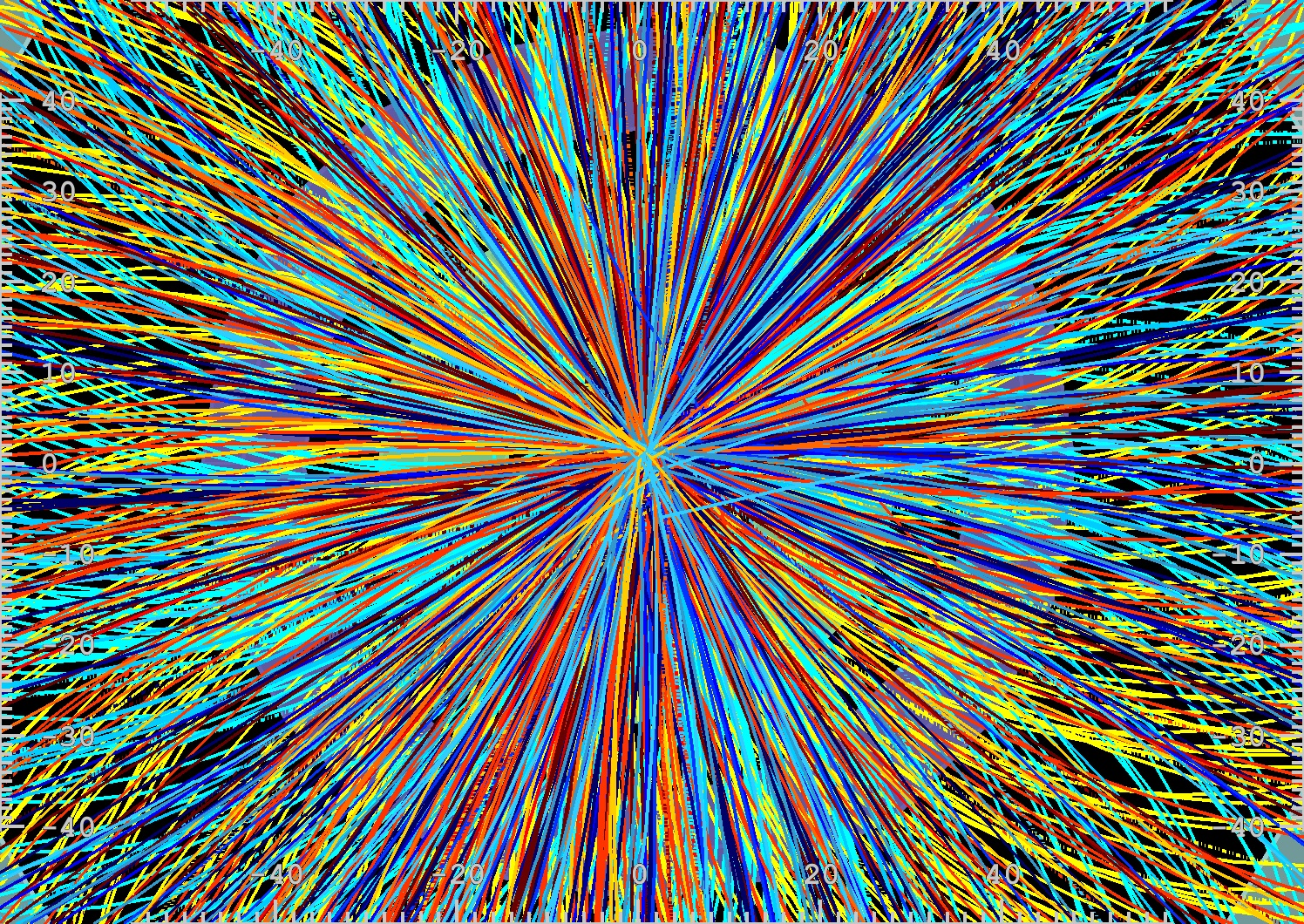
Одно из первых изображений соударения ионов Pb, записанных детектором.

БАК произвел первое столкновение ионов свинца 7 ноября 2010 года примерно в 0 часов 30 минут по центральноевропейскому времени.
Первые столкновения в центре ALICE, ATLAS, CMS имели место менее чем через 72 часа после того, как БАК завершил свой первый разгон протонов и переключился на пучки ионов Pb. Ядро Pb состоит из 82 протонов, БАК ускоряет каждый протон до энергии 3.5 ТэВ, что в результате дает энергию в 287 ТэВ на пучок, и общую энергию столкновения ядер, равную 574 ТэВ.
До 3,000 заряженных частиц излучались во время каждого опыта, показанные тут как линии, исходящие из точки коллизии. Цвета линий указывают на то, сколько энергии каждая частица несет после взаимодействия.

### Столкновения p-Pb

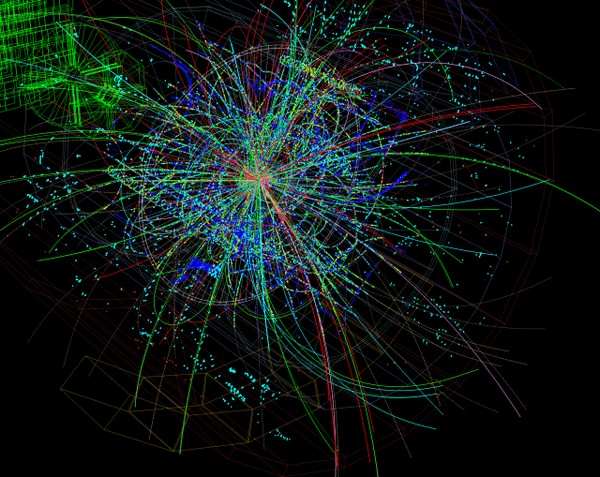
p-Pb столкновение с энергией в системе центра масс на соударяющуюся пару нуклонов 5.02 ТэВ, записанное 13 сентября 2012 года.

Работа БАК в 2013 году началась с экспериментов по столкновению протонов с ионами свинца.
Эксперимент был проведен за счет вращающихся в противоположных направлениях пучков протонов и ионов Pb, и начался с центрированных орбит с различными циклическими частотами, затем отдельно разогнанных до максимальной для ускорителя энергии.
Первые p-Pb опыты в БАК продолжались один месяц, тогда были получены данные, которые помогают физикам коллаборации дифференцировать эффекты плазмы от эффектов, которые происходят из холодной ядерной материи, что вносит свой вклад в изучение КГП.
В случаях Pb-Pb столкновений, конфигурация кварков и глюонов, которые составляют протоны и нейтроны ускоряемого ядра свинца, могут чем-то отличаться от отдельно ускоряемых протонов. 
Для того, чтобы понять, если часть эффектов, которые мы видим при сравнении соударений Pb-Pb и p-p, происходят из-за этой разницы в конфигурации в большей степени, чем из-за формирования плазмы, использование столкновений Pb с протонами является идеальным инструментом для опыта.